# Skilanglauf-Scandinavian-Cup 2023/24
Der Skilanglauf-Scandinavian-Cup 2023/24 war eine von der FIS organisierte Wettkampfserie, die zum Unterbau des Skilanglauf-Weltcups 2023/24 gehörte. Sie begann am 15. Dezember 2023 in Vuokatti und endete am 3. März 2023 in Hommelvik. Die Gesamtwertung der Männer gewann Emil Iversen. Bei den Frauen wurde Silje Theodorsen Erste in der Gesamtwertung.

## Männer

### Resultate
| 1. Scandinavian Cup in Vuokatti, 15. bis 17. Dezember 2023 | 1. Scandinavian Cup in Vuokatti, 15. bis 17. Dezember 2023 | 1. Scandinavian Cup in Vuokatti, 15. bis 17. Dezember 2023 | 1. Scandinavian Cup in Vuokatti, 15. bis 17. Dezember 2023 | 1. Scandinavian Cup in Vuokatti, 15. bis 17. Dezember 2023 |
| ---------------------------------------------------------- | ---------------------------------------------------------- | ---------------------------------------------------------- | ---------------------------------------------------------- | ---------------------------------------------------------- |
| Datum                                                      | Disziplin                                                  | Erster Platz                                               | Zweiter Platz                                              | Dritter Platz                                              |
| 15. Dezember 2023                                          | Sprint Freistil                                            | David Thorvik                                              | Sivert Wiig                                                | Mattis Stenshagen                                          |
| 16. Dezember 2023                                          | 10 km klassisch                                            | Mattis Stenshagen                                          | Håvard Moseby                                              | Emil Iversen                                               |
| 17. Dezember 2023                                          | 20 km Freistil Massenstart                                 | Mattis Stenshagen                                          | Håvard Moseby                                              | David Thorvik                                              |

| 2. Scandinavian Cup in Otepää, 12. bis 14. Januar 2024 | 2. Scandinavian Cup in Otepää, 12. bis 14. Januar 2024 | 2. Scandinavian Cup in Otepää, 12. bis 14. Januar 2024 | 2. Scandinavian Cup in Otepää, 12. bis 14. Januar 2024 | 2. Scandinavian Cup in Otepää, 12. bis 14. Januar 2024 |
| ------------------------------------------------------ | ------------------------------------------------------ | ------------------------------------------------------ | ------------------------------------------------------ | ------------------------------------------------------ |
| Datum                                                  | Disziplin                                              | Erster Platz                                           | Zweiter Platz                                          | Dritter Platz                                          |
| 12. Januar 2024                                        | Sprint klassisch                                       | Ristomatti Hakola                                      | Emil Iversen                                           | Mats Opsal                                             |
| 13. Januar 2024                                        | 20 km klassisch                                        | Emil Iversen                                           | Mattis Stenshagen                                      | Ristomatti Hakola                                      |
| 14. Januar 2024                                        | 10 km Freistil                                         | Iver Tildheim Andersen                                 | Mattis Stenshagen                                      | Gjøran Tefre                                           |

| 3. Scandinavian Cup in Hommelvik, 1. bis 3. März 2024 | 3. Scandinavian Cup in Hommelvik, 1. bis 3. März 2024 | 3. Scandinavian Cup in Hommelvik, 1. bis 3. März 2024 | 3. Scandinavian Cup in Hommelvik, 1. bis 3. März 2024 | 3. Scandinavian Cup in Hommelvik, 1. bis 3. März 2024 |
| ----------------------------------------------------- | ----------------------------------------------------- | ----------------------------------------------------- | ----------------------------------------------------- | ----------------------------------------------------- |
| Datum                                                 | Disziplin                                             | Erster Platz                                          | Zweiter Platz                                         | Dritter Platz                                         |
| 1. März 2024                                          | Sprint klassisch                                      | Emil Iversen                                          | Måns Skoglund                                         | Sivert Wiig                                           |
| 2. März 2024                                          | 30 km klassisch                                       | Didrik Tønseth                                        | Andreas Fjorden Ree                                   | Sjur Røthe                                            |
| 3. März 2024                                          | 10 km Freistil                                        | Iver Tildheim Andersen                                | Gjøran Tefre                                          | Andreas Fjorden Ree                                   |

### Gesamtwertung Männer
| Rang | Name                | Punkte |
| ---- | ------------------- | ------ |
| 1.   | Emil Iversen        | 755    |
| 2.   | Mattis Stenshagen   | 728    |
| 3.   | Håvard Moseby       | 638    |
| 4.   | Gjøran Tefre        | 556    |
| 5.   | Sivert Wiig         | 523    |
| 6.   | Andreas Fjorden Ree | 490    |
| 7.   | David Thorvik       | 485    |
| 8.   | Vebjørn Turtveit    | 386    |
| 9.   | Sondre Ramse        | 374    |
| 10.  | Gaute Kvåle         | 358    |

| Rang | Name                     | Punkte |
| ---- | ------------------------ | ------ |
| 11.  | Finn Hågen Krogh         | 340    |
| 12.  | Thomas Linnebo Mollestad | 328    |
| 13.  | Truls Gisselman          | 309    |
| 14.  | Iver Tildheim Andersen   | 300    |
| 15.  | Daniel Stock             | 283    |
| 16.  | Even Solem Michelsen     | 282    |
| 17.  | Måns Skoglund            | 280    |
| 18.  | Mats Opsal               | 276    |
| 19.  | Edvard Sandvik           | 265    |
| 20.  | Magne Haga               | 259    |

| Rang | Name                   | Punkte |
| ---- | ---------------------- | ------ |
| 21.  | Ristomatti Hakola      | 253    |
| 22.  | Fredrik Andersson      | 246    |
| 23.  | Sindre Bjørnestad Skar | 214    |
| 24.  | Jørgen Schjølberg      | 212    |
| 25.  | Amund Korsæth          | 211    |
| 26.  | Jon Rolf Skamo Hope    | 202    |
| 27.  | Juuso Haarala          | 201    |
| 28.  | Lars Agnar Hjelmeset   | 198    |
| 29.  | Erland Kvisle          | 195    |
| 30.  | Simen Myhre            | 176    |

## Frauen

### Resultate
| 1. Scandinavian Cup in Vuokatti, 15. bis 17. Dezember 2023 | 1. Scandinavian Cup in Vuokatti, 15. bis 17. Dezember 2023 | 1. Scandinavian Cup in Vuokatti, 15. bis 17. Dezember 2023 | 1. Scandinavian Cup in Vuokatti, 15. bis 17. Dezember 2023 | 1. Scandinavian Cup in Vuokatti, 15. bis 17. Dezember 2023 |
| ---------------------------------------------------------- | ---------------------------------------------------------- | ---------------------------------------------------------- | ---------------------------------------------------------- | ---------------------------------------------------------- |
| Datum                                                      | Disziplin                                                  | Erster Platz                                               | Zweiter Platz                                              | Dritter Platz                                              |
| 15. Dezember 2023                                          | Sprint Freistil                                            | Moa Hansson                                                | Silje Theodorsen                                           | Ingrid Gulbrandsen                                         |
| 16. Dezember 2023                                          | 10 km klassisch                                            | Anni Alakoski                                              | Silje Theodorsen                                           | Nora Sanness                                               |
| 17. Dezember 2023                                          | 20 km Freistil Massenstart                                 | Silje Theodorsen                                           | Nora Sanness                                               | Sofie Nordsveen Hustad                                     |

| 2. Scandinavian Cup in Otepää, 12. bis 14. Januar 2024 | 2. Scandinavian Cup in Otepää, 12. bis 14. Januar 2024 | 2. Scandinavian Cup in Otepää, 12. bis 14. Januar 2024 | 2. Scandinavian Cup in Otepää, 12. bis 14. Januar 2024 | 2. Scandinavian Cup in Otepää, 12. bis 14. Januar 2024 |
| ------------------------------------------------------ | ------------------------------------------------------ | ------------------------------------------------------ | ------------------------------------------------------ | ------------------------------------------------------ |
| Datum                                                  | Disziplin                                              | Erster Platz                                           | Zweiter Platz                                          | Dritter Platz                                          |
| 12. Januar 2024                                        | Sprint klassisch                                       | Ane Appelkvist Stenseth                                | Maria Hartz Melling                                    | Johanna Matintalo                                      |
| 13. Januar 2024                                        | 20 km klassisch                                        | Johanna Matintalo                                      | Tiril Udnes Weng                                       | Hedda Østberg Amundsen                                 |
| 14. Januar 2024                                        | 10 km Freistil                                         | Silje Theodorsen                                       | Maren Wangensteen                                      | Nora Sanness                                           |

| 3. Scandinavian Cup in Hommelvik, 1. bis 3. März 2024 | 3. Scandinavian Cup in Hommelvik, 1. bis 3. März 2024 | 3. Scandinavian Cup in Hommelvik, 1. bis 3. März 2024 | 3. Scandinavian Cup in Hommelvik, 1. bis 3. März 2024 | 3. Scandinavian Cup in Hommelvik, 1. bis 3. März 2024 |
| ----------------------------------------------------- | ----------------------------------------------------- | ----------------------------------------------------- | ----------------------------------------------------- | ----------------------------------------------------- |
| Datum                                                 | Disziplin                                             | Erster Platz                                          | Zweiter Platz                                         | Dritter Platz                                         |
| 1. März 2024                                          | Sprint klassisch                                      | Moa Hansson                                           | Ane Appelkvist Stenseth                               | Johanne Hauge Harviken                                |
| 2. März 2024                                          | 30 km klassisch                                       | Marte Skaanes                                         | Märta Rosenberg                                       | Emma Kirkeberg Mørk                                   |
| 3. März 2024                                          | 10 km Freistil                                        | Helene Marie Fossesholm                               | Eva Ingebrigtsen                                      | Karoline Simpson-Larsen                               |

### Gesamtwertung Frauen
| Rang | Name                    | Punkte |
| ---- | ----------------------- | ------ |
| 1.   | Silje Theodorsen        | 678    |
| 2.   | Nora Sanness            | 534    |
| 3.   | Sigrid Leseth Føyen     | 504    |
| 4.   | Johanne Hauge Harviken  | 500    |
| 5.   | Moa Hansson             | 474    |
| 6.   | Karoline Simpson-Larsen | 438    |
| 7.   | Tiril Liverud Knudsen   | 426    |
| 8.   | Sofie Nordsveen Hustad  | 419    |
| 9.   | Elin Henriksson         | 344    |
| 9.   | Lisa Ingesson           | 344    |

| Rang | Name                       | Punkte |
| ---- | -------------------------- | ------ |
| 11.  | Julie Myhre                | 343    |
| 12.  | Maren Wangensteen          | 318    |
| 13.  | Ingrid Gulbrandsen         | 293    |
| 14.  | Louise Lindström           | 284    |
| 15.  | Tuva Anine Brusveen-Jensen | 280    |
| 16.  | Marte Mikkelsplass         | 273    |
| 17.  | Amalie Håkonsen Ous        | 251    |
| 18.  | Hedda Østberg Amundsen     | 240    |
| 18.  | Amanda Saari               | 240    |
| 20.  | Tale Bruheim Breding       | 236    |

| Rang | Name                    | Punkte |
| ---- | ----------------------- | ------ |
| 21.  | Vilma Ryytty            | 223    |
| 22.  | Anni Alakoski           | 220    |
| 23.  | Elena Rise Johnsen      | 217    |
| 24.  | Märta Rosenberg         | 215    |
| 24.  | Maria Hartz Melling     | 215    |
| 26.  | Emma Kirkeberg Mørk     | 207    |
| 27.  | Berit Mogstad           | 206    |
| 28.  | Ingrid Hallquist        | 204    |
| 28.  | Anna Heggen             | 204    |
| 30.  | Ane Appelkvist Stenseth | 201    |